# Bigerra
Bigerra (ocasionalmente Vigerra) fue una ciudad de Hispania, mencionada por Tito Livio y por Claudio Ptolomeo, situándola ambos en la Bastetania, otorgándole el segundo de los autores clásicos las coordenadas 12° 30' de longitud y 39º 40' de latitud. En el contexto del desarrollo de la segunda guerra púnica en la península ibérica, Bigerra era aliada de los romanos por lo que resultó brevemente asediada durante una campaña cartaginesa, siendo liberada por los Escipiones.
Su identificación no es del todo clara, aunque la mayoría de los historiadores se inclina por asociarla con el topónimo de Bogarra (Albacete). Cabe señalar, sin embargo, que las evidencias arqueológicas en este término municipal no son, a día de hoy, más recientes que el siglo V a. C., fecha marcada por la datación de la escultura ibérica de la Esfinge de Haches. Se ha relacionado también con Béjar (Salamanca), afirmándose que fue sede episcopal, aunque hay bastantes dudas al respecto. Durante mucho tiempo se la relacionó también con Villena (Alicante), pero esta hipótesis ha sido descartada por falta de indicios y por ser la de Bogarra opción más verosímil.